# 臺北大巨蛋案
臺北大巨蛋案（又稱大巨蛋案，或遠雄大巨蛋案），為一連串涉及臺北大巨蛋的相關爭議，具體包含臺北大巨蛋的公共安全、合約存續、工程施作、行道樹移植等。這些爭議從2006年臺北市政府和遠雄集團簽BOT合約起，就有零星討論。但在柯文哲市府上任、並於2015年5月20日勒令停工後，才正式浮上檯面。
柯文哲市府的態度起初強硬，將大巨蛋案與美河市、雙子星、松菸文創、三創園區，合稱為「五大弊案」，並要求遠雄集團必須遵循市府規定與標準才能復工。但市府後來態度開始軟化，把「五大弊案」改稱「五大案」外，也開始和遠雄集團展開協商與交涉。大巨蛋於2016年中開始部份復工，在雙方達成多項讓步與共識後，於2020年全面復工，並於2023年正式啟用。

## 背景
大巨蛋案始於2006年3月與遠雄簽約，自簽約起算特許年限50年。2010年通過台北市都市設計審議。2011年，大巨蛋有條件通過環評；並取得建照後，在2012年4月動工。其原定2015年底完工，但因遠雄辦理工期展延，因此從郝市府延宕至柯市府。
與此同時，松菸護樹志工團、松菸公園催生聯盟，自2006年起以游藝為首，訴求反對興建大巨蛋（後改為拆除大巨蛋）、原工地改建為成森林公園。
2014年6月6日，松菸公園催生聯盟到廉政署前舉行記者會，指控大巨蛋自招標開始，即涉嫌充斥甄審委員接受遠雄飲宴、收賄、相關首長護航等情事。2015年1月13日，松菸公園催生聯盟夥同松菸護樹志工團與台灣護樹團體聯盟召開記者會，指出大巨蛋BOT案的多項弊端，並呼籲臺北市政府主動公佈相關資料。
2014年7月，監察委員黃煌雄、葛永光費時5年8個月的調查與列管，指出台北大巨蛋四項開發爭議：體育園區變更為商業特區、大巨蛋不符國際賽場標準、為拓寬道路粗暴移植老樹、以及不專業工程會阻市府處分。

## 停工
2014年12月25日，無黨籍台北市長柯文哲上任後，認為過去北市府執行的多件BOT案對財團讓利，並鎖定大巨蛋、松菸文創、三創園區、美河市和雙子星五大案優先處理。柯決定重談回饋機制、提高權利金，成立廉政委員會調查，也多次表示「如果這不是弊案，什麼才叫弊案？」。
2015年1月16日，台北市長柯文哲要求市府檢視大巨蛋合約內容與會議記錄、重新規劃大巨蛋在緊急狀況下的疏散路線。同時也另外宣布台北田徑體育場，為世大運主場館備案定點。柯文哲之後與趙藤雄討論包括監察院在2009年提出的39項糾正案、工程逾期與罰則等3大問題，將重新議約。台北市政府發言人林鶴明表示，遠雄必須依照北市府要求，完成移樹作業、地下連通道設計修改、捷運設施移設等問題。並承諾將盡力協助遠雄集團。
2015年1月22日，部份聲音質疑前台北市長郝龍斌，在大巨蛋方面沒有作為。郝龍斌則表示自己任內與遠雄有進行九次會議，並達成多項共識。4月16日，李述德以個人名義發表聲明，稱工程會三度撤銷台北市政府決議，才因此由遠雄繼續興建。工程會對此則澄清，表示工程會審議範圍，僅限於市政府不同意遠雄變更協力廠商的合法性。其他事情是市府與遠雄公司自行協議。
2015年5月20日，台北市政府勒令遠雄全面停工。隨後，台北市政府考量貿然停工可能會導致捷運板南線崩塌，而核准遠雄針對大巨蛋靠近捷運南港線一側的大底工程，先行提出報備施工。6月16日，副市長鄧家基向媒體提出兩點說明：整體公共安全仍是重點，絕對不能放棄；另外，大巨蛋未依約限期改善並取得使用執照，依照BOT合約管理，市府將通知融資機構，全力善後。

### 停工的衝擊及影響
2015年10月，台北市議員陳政忠痛批林洲民罵髒話又影射議會，要求柯文哲市長針對此事向議會報告。而林洲民表示臉書只是想表達自己生氣了，並以「自以為是的美式幽默」向議員們道歉。2016年8月，趙藤雄公開指責林洲民說謊。對此，林在臉書上表示以含有「fuck」的藏頭詩，表達對趙的不滿。趙藤雄之後向林題告求償200萬並登報道歉，不過法官最後判決不成立妨害名譽。
2016年2月，松菸護樹志工團等團體召開記者會，要求由台北市民共同決定大巨蛋的去留，並批評大巨蛋的行政聽證不應該只限定在公安問題、也應處理招標弊案、契約違法等議題，並應該把所有相關資料公開。此外亦有民眾對此提出訴願，請求政府依法公開大巨蛋開發案相關資訊。
2016年4月，受大巨蛋延宕拖累的包商，建立遠雄大巨蛋協力廠商自救會，批評北市府不在乎專業與法律，認為其「打壓財團、清算前朝政績」，並希望北市府與遠雄能積極解決解約事宜。8月，承包台北大巨蛋工程的廷亞企業公司，因周轉不靈倒閉，辦公室資產被法拍。
臺北市議員秦慧珠表示，柯文哲市府的招商成績下跌，與大巨蛋案的延宕與「汙名化」有關。厲耿桂芳在2016年7月底針對全臺北市共456名里長，調查對大巨蛋去留意見，結果有55.23%的里長贊成大巨蛋復工。厲耿桂芳期盼柯文哲市長解決大巨蛋問題，順利復工興建完成。
2017年9月7日，台北高等行政法院認為，北市府勒令大巨蛋停工違反比例原則，因此判決在「維護安全、防範危險發生」的前提下，准許部分工程復工。

## 解約提案
2015年1月17日，廉政委員徐嶔煌宣稱遠雄288億的建設預算，只有80億用在大巨蛋場館，其他208億全部都是商場建設，其50年收入預估則高達7,300億。，2014年6月4日，自由時報記者在報導中做出估算，認為這塊土地至少值2,000億遠雄企業團董事長趙藤雄則回應台北大巨蛋絕無違法：其認為考慮到大巨蛋的維護成本與成本增加，50年收入與權利金規劃很合理。2015年6月13日，遠雄副總經理蔡宗易也回應，遠雄方面曾提過讓利方案，但北市府拒絕。2015年6月16日，台北市副市長鄧家基早上9點宣布，遠雄大巨蛋未能在限期改善日前完工並取得使用執照，因此依照合約19.4條，市府今將通知融資機構，討論接管事宜。柯文哲隨後表示北市府沒有要銀行團接管，將先跟銀行說明現況跟溝通。行局副局長呂蕙容2015年6月16日表示，大巨蛋合約中雖有銀行團接手條文，但聯貸銀行團並非締約方，因此未必要遵守合約內容。銀行團則認為，案件是北市府和遠雄雙方的事情，不應該找銀行團麻煩，並對接管一事表達「能不接管就不接管」。
2016年4月13日，柯文哲表示遠雄大巨蛋朝解約方向處理。遠雄集團發言人楊舜欽隨後要求市府依照BOT合約規範，雙方終止契約、市府鑑價買回。遠雄集團董事長趙藤雄當天6時前往北市府，與市長柯文哲當面會談大巨蛋問題。雙方一小時後達成解約共識。台北市副市長鄧家基表示遠雄開價370億元。大巨蛋之後將交由第三方鑑價，並由市議會決議是否走預算程序。2016年4月18日，台北市長柯文哲昨至議會向民進黨團報告，並以「涉及談判」為由，拒絕媒體旁聽。但由於柯市府從原來不用賠償的強硬立場，大幅讓步到鑑價買回的合意解約，議員因而對合意解約一致投下反對票。。2016年5月24日，台開集團董事長邱復生召開臨時記者會，表達願意提出大巨蛋解決方案。2016年9月1日，北市府坦言與遠雄對大巨蛋公安改善方案無具體結論。柯隨即表達解約意向。趙回應只能接受，但要求鑑價買回，並處理停工案等多項官司與訴願。9月8日，遠雄向市府承諾盡速完成建照變更、防火避難性能認可審查等法定程序。柯文哲隨後表示強調，將暫時不行使終約的權利，仍會繼續監督行為，希望遠雄即刻改善大巨蛋相關公安問題。
2017年5月23日，柯文哲赴台北市議會專案報告大巨蛋進度時，坦言回應不太可能在他任內完工，同時不排除解約。遠雄集團發言人楊舜欽回應，評定書取得內政部營建署認可後，將會去北市府掛件。2017年10月25日，為大巨蛋展延的最終期限。議員簡舒培質詢問台北市長柯文哲，今天過後要怎麼辦如何處理大巨蛋。柯文哲回應若大巨蛋要繼續蓋，就要合法合理審查。

## 施工圖做爭議
2016年4月28日，林洲民視察大巨蛋工程時，指有17座樓梯消失。遠雄巨蛋表示則表示樓梯不在巨蛋主結構內；且依照建築法規定，這些變更可以在完工時報勘。遠雄巨蛋另外表示北市府停工的現場勘驗，也使用過時的建照。因此認為北市府勒令停工，不符法令規範。2016年5月6日，臺北市議員王欣儀質詢工務部門與台北市都發局長林洲民，認為工程公安標準，與建築法規定要按圖施工無關，應該由公正第三方重新檢視。5月10日，台北市議員陳彥伯表示，台北市營造業審議委員會於當年3月公佈的裁處書，認定大巨蛋有按圖施工，但北市府未公布該裁處，質疑大巨蛋案充滿政治操作。台北市長柯文哲則說陳彥伯的發言是「魚目混珠」。2016年8月11日，監察院針對大巨蛋案糾正北市府，遠雄集團發言人楊舜欽表示，尊重監察院糾正結果，並強調BOT契約是企業與民間同為夥伴關係，而非如柯市府主張要從中營利。對於監察院指大巨蛋未按圖施工部分，楊舜欽表示，當時為了趕上2017台北世大運，必須先採技術規則取照，再依實際工程進度進行修正，同時交付台灣建築中心進行性能審查，並非不斷在施工過程修正圖說，而是依實際建築圖說施作。
2017年9月7日，法院在判決要求部份復工外，認定北市府針對遠雄未照工程圖施作部份勒令停工，符合建築法第58條第6款規定，維持原處分。台北市長柯文哲與遠雄集團發言人楊舜欽，皆表示判決證明了己方合理；但楊舜欽認為，法官並未考量目前大巨蛋已通過性能審查，因此將研擬上訴。2019年4月30日，台北最高行政法院認定台北市政府停工處分無違誤，判遠雄集團敗訴定讞。楊舜欽隨後表示尊重北市府裁量權，遺憾是市府選擇最重方式；但不影響大巨蛋建照變更，目前雙方仍朝履約方向走。2017年12月12日，監造建築師羅興華、徐少游之前遭到北市建築師懲戒委員會審議移送，被處以停止執行業務兩年懲戒，兩人不服向內政部建築師懲戒覆審委員會提出覆議在2017年12月1日覆審結果為，該會認為大巨蛋工程確未按圖施工，徐姓、羅姓兩位建築師，未善盡監造義務、簽證不實，維持停業兩年懲戒。遠雄集團發言人楊舜欽表示，會再了解懲戒理由，而遠雄巨蛋公司這邊，將會研議協助2位建築師進行後續行政訴訟。

## 週遭建築爭議

### 捷運

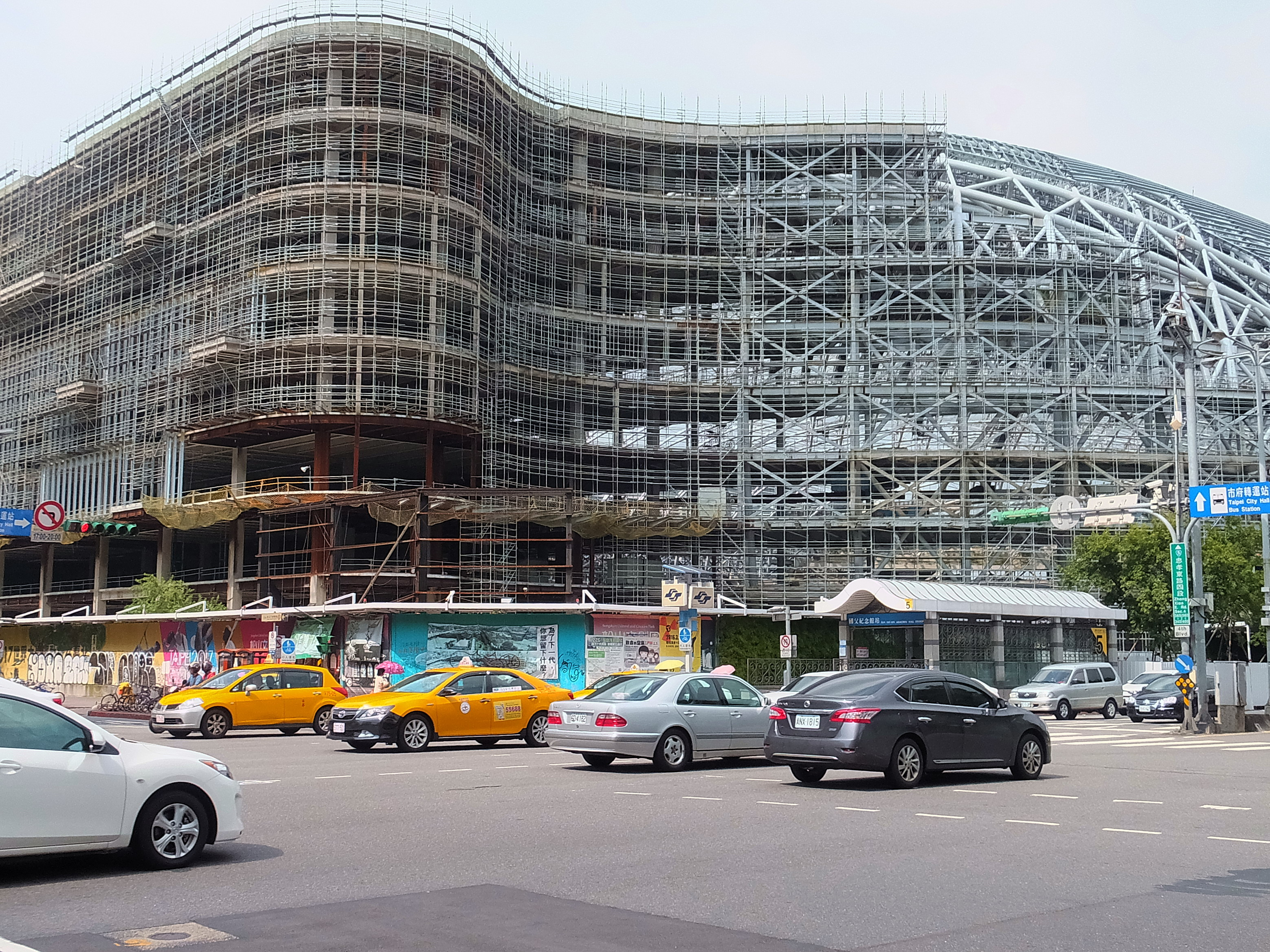
臺北大巨蛋與台北捷運國父紀念館站5號出口，攝於2016年7月

大眾捷運法第45-3條規定，捷運系統相關設施的禁建限建距離，必須超過50公尺；但大巨蛋下挖工程，距離捷運板南線為12.7公尺。新北市土木技師公會理事長余烈，就質疑捷運局對安全影響的評估。
2015年4月29日，捷運局表示在進行板南線軌道巡查時發現裂縫，因此在工地與捷運周邊加強監控措施。部份媒體擔心大巨蛋工程影響到捷運板南線，捷運局則澄清指出監控數值仍在控制範圍之內，不會影響捷運安全，並承諾將定期對外公布監測數據。2015年5月21日，余烈出面反對大巨蛋貿然停工，指出大底若未完工，碰上大雨或地震都會讓捷運變形、滲水，要求北市府針對大巨蛋停工，做出對應的補救辦法。遠雄配合停工後，市府、遠雄和技師公會代表開會達成共識，讓遠雄把大底完成，之後停工。

### 古蹟與環評

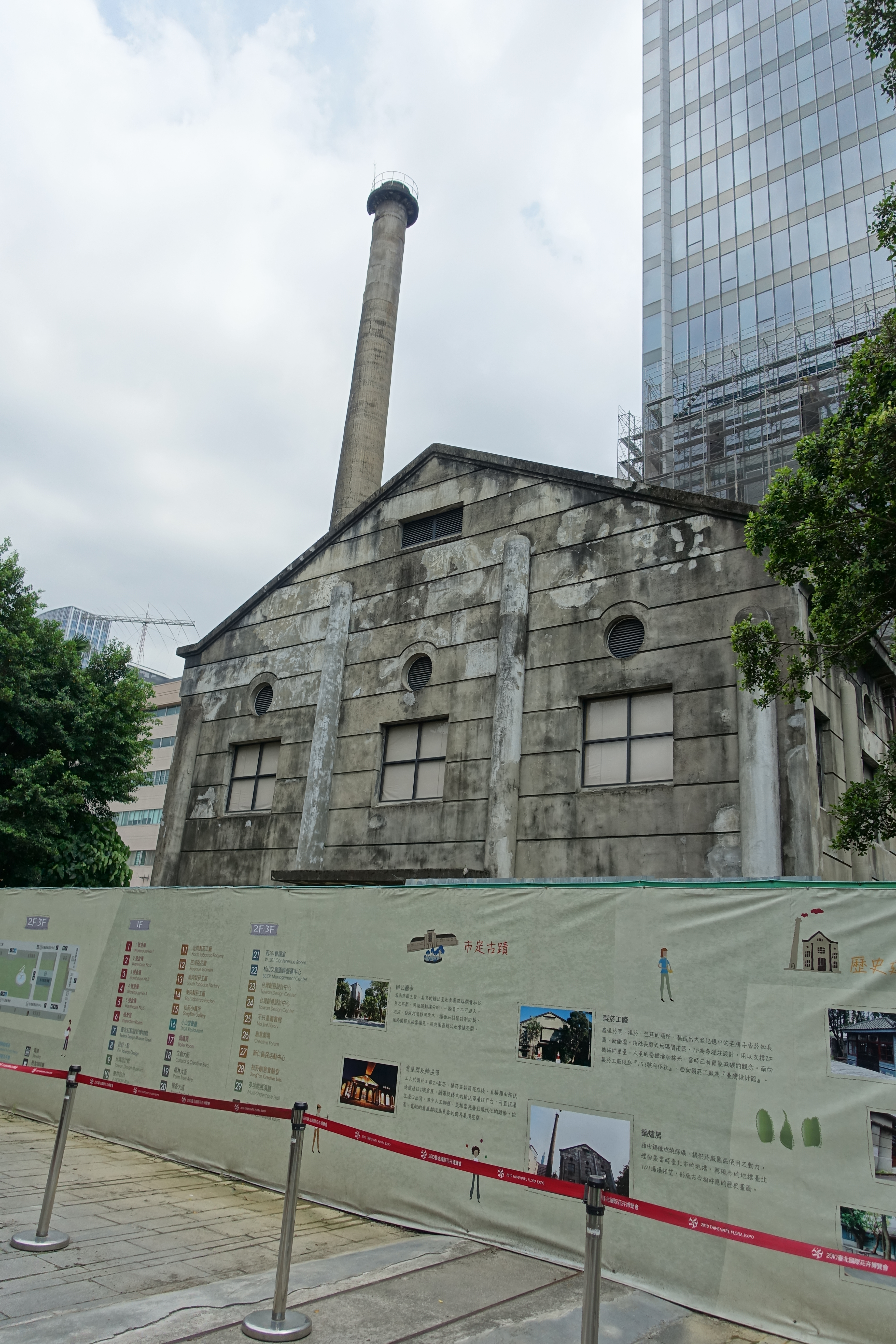
攝於2016年6月的原松山菸廠鍋爐房，當時鍋爐房還保有煙囪

2015年2月初，台北市環保局曾針對大巨蛋進行環境影響評估，發現大巨蛋施工造成市定古蹟松山菸廠及歷史建築部分，沉陷量監測值達警戒值及行動值，導致一旁鍋爐爐房地基下陷、煙囪傾斜、還有基地周邊道路交通服務水準下降等，當時便要求遠雄就古蹟及歷史建築維護、疏散計畫及緊急避難等事項，提出環境影響調查報告及因應對策，更對遠雄開罰150萬元。2015年4月，台北市環保局召開環境影響評估審查委員會，遠雄總經理湯佳峯等人出席，說明大巨蛋的環境影響調查報告及因應對策，會議歷時約3個多小時。在會中審查委員砲聲隆隆，委員范正成指出遠雄提供的報告數據有誤，認為做這麼大的計畫，不應出錯；委員劉益昌說，遠雄資料準備不齊，口頭報告不斷補充，「要寫進書面報告才算，不然今天講的都是廢話」；委員屠世亮則說，遠雄報告倉促交出，1500多頁要委員在一週內看完，他對此很不滿。針對大巨蛋工程對松菸古蹟造成毀損，遠雄報告認為松菸古蹟確實出現若干損害，但並非毀損，也沒有公安疑慮，已做44項改善作為，「就技術觀點，本公司已盡力」。6月台北市文化局代表會同遠雄代表及捷運局相關單位到場會勘，並沿臺北紅點設計博物館1樓外牆，逐步上2樓台北文化基金會辦公室了解龜裂情況。遠雄大巨蛋表示，灌漿工程先減壓，不論何種原因造成裂縫，遠雄一定修到好。
對於大巨蛋施工造成松菸古蹟損害，北市文化局提起民事訴訟求償167萬元，臺灣臺北地方法院2015年6月度開庭。遠雄聲稱工程沒問題，煙囪傾斜是因地震、豪雨等天災造成；文化局的律師表示，松菸全區都有毀損，市府已派員評估整體損壞狀況。2015年10月20日，台北市文化局表示，遠雄已提出松菸古蹟修復工程，將分五區五期修繕，且獲文資委員會通過，預計每期3至6個月，但市府盼遠雄2年內完成松菸古蹟修復整個修復進度，2年的完工時程表尚待與遠雄討論。不過，第一期修復工程將於10月下旬啟動，紅點博物館場館可望在12月修復完成，工程進行期間，監測計畫仍持續，以確保古蹟安全無虞。2018年，台北地檢署認定遠雄營造等相關工程人員，施作時並無毀損故意，且有些損害與施作並無關係。全案不起訴。2019年3月14日，臺北市定古蹟松山菸廠鍋爐房地，在2015年出現地基下陷、煙囪傾斜，台北市府環保局認定大巨蛋施工不當，對遠雄巨蛋公司開罰新臺幣150萬元，並命負責人趙藤雄參加8小時環境講習。遠雄巨蛋不服並提起行政訴訟抗罰，一審認為開罰有理，2017年判其敗訴。二審中，最高行政法院認為環保局開罰理由不符合相關法規，撤銷其處分，要北市府環保局另作適法處分，全案確定。

## 安全疏散爭議
2015年2月17日，臺北市政府成立公共安全體檢小組，參考日本巨蛋防救災的模擬標準，於4月19日公佈安全全體檢結果；其針對大巨蛋提出七項公安基準，要求大巨蛋改善。2016年7月19日，林欽榮在記者會中提出「市府版」大巨蛋公安解決方案，則包括減少商業面積、容留人數從十四萬人降到九萬人、增加半戶外避難空間等。
針對臺北市政府提出的解決方案，遠雄集團的基本立場為該標準嚴苛且無法律依據，並據此反對。2015年，遠雄集團即認為七項公安標準是柯市府自創、非營建署授權，總經理也宣稱沒有台灣建築物可以通過這種標準。針對2017年的解決方案，遠雄集團發言人楊舜欽也認為北市府提及的的容留人數根本不可能、模擬情境也違反實際狀況與人性。2015年6月11日，議員陳彥伯要求副市長林欽榮以安檢小組的檢驗標準，去針對台大醫院、台北101等地方安檢。林欽榮回絕，引起陳彥伯不滿。瀚亞建築師羅興華也批評在安檢小組標準下的台北101、台北轉運站、台北統一阪急都不會過關，希望政府修法建立標準。民間建築改革社社長、建築師呂欽文則認為，全世界沒有政府會像用北市府這樣，用如此極端的標準要求大巨蛋。宏道法律事務所律師蔡志揚認為，市府當初認可的安檢認定，北市府不能事後採取更高標準。法官也可能不認同提高標準的說詞。
2015年3月，營建署台灣建築中心表示，大巨蛋防火避難性能設計計畫書，要求遠雄新增10座樓梯及減少100多席停車位、並減少4,000營業面積，與北市府堅持的三項公安基準，並無太多出入。內政部方面也對大巨蛋做出嚴格審查。內政部官方認為要解決大巨蛋，應秉持理性客觀、並追求最大公益。日後營建署的函示，也要求台北市政府應依地方法令，自行核處大巨蛋。
2015年6月16日，台北市環保局召開環境影響評估審查委員會，審查大巨蛋的散場管理和緊急避難。遠雄在會中表示，公司的疏散模擬比照國際依法執行，反指北市府安檢小組的模擬數據失真且不合常理，應屬無效；並將安檢小組的意見，回歸營建署辦理。有環評委員認為，遠雄的評估並未說明如何因應地震及停電、以及未來的交通改變；也有委員指責遠雄及北市府做的模擬疏散太樂觀，未考慮災難心理學要素；還有委員無法知道市府及遠雄提的模擬，何者更接近真實，建議以相同基準重新模擬。最後遠雄補充說明，希望未來有統一數據或情境模擬可供遵循。。7月28日，趙藤雄前往北市府拜會副市長鄧家基，商談大巨蛋案。會中趙藤雄接受北市府的大巨蛋7項公安基準，但要求由第三方公證機構審查。雙方最後屬意其中三項由台灣建築中心審查、四項是北市都發局審查。會後趙藤雄表示，希望將北市都發局四項，一起交給由台灣建築中心審查。鄧家基也允諾回再模擬未來可能的因應方案、並研究市府版的公安建議方案。
2017年5月，內政部營建署及台建中心評定通過大巨蛋建築物防火避難性能設計計畫書。6月8日，內政部完成審議程序，並核發認可通知書。北市府表示，遠雄集團還要完成都市設計審議、環境影響差異評估、變更建照等程序，才能允許大巨蛋復工；楊舜欽則認為北市都發局，在程序方面蓄意刁難。2017年10月，北市都市設計審議幹事會退回大巨蛋，2018年1月17日，大巨蛋二度闖關，遠雄集團提出逃生電腦模擬參數、與大客車詳細交通計畫；幹事會最終決議，電腦模擬參數由都審會定奪，待報告修正後，送都審大會審議。北市府都發局預定於2018年4月3日，召開都審會審議大巨蛋案。但遠雄集團決定於2018年3月30日申請撤件。
2019年1月，會議決議遠雄以建築物內59,833人，加上戶外人數13,733人，進行電腦疏散模擬，並以安檢標準「逃生步行速度每秒1.2公尺」、假設災害發生時「逃生步行速度每秒0.6公尺」進行電腦逃生模擬。3月28日，北市都審會再次審查台北大巨蛋案。但認為遠雄僅提出「逃生步行速度每秒1.2公尺」模擬版本，並將45分鐘模擬動畫，濃縮為1分鐘播放。多數委員因此要求遠雄備齊資料再做審查。2019年5月，遠雄集團重新對疏散模擬補件，並表示難以執行「每秒0.6公尺」的模擬參數。5月15日，北市府以希望遠雄能進一步說明為由，駁回遠雄的補件。

## 移樹爭議
2014年8月6日，台北市政府召開「研商大巨蛋基地光復南路路型調整方案會議」，但會議中針對移樹多寡並未取得共識。8月13日，台北市政府要求護樹團體15日前拆除帳篷，否則視為廢棄物處理。22日，護樹團體帳篷遭警方拆除。隔日清晨，在台灣護樹團體聯盟發言人潘翰疆帶領下，30多人前往北市信義分局三張犁派出所出入口，要求警方歸還物品。在警方同意發還查扣物件後，群眾才退出派出所。11月26日，台北市政府文化局否決護樹團體所提出的「國父紀念館周圍老樹與建物一同納入文化景觀」申請案。
2014年12月底～2015年1月初，公民團體向臺北市長柯文哲送出陳情書，使得移樹爭議再起。2015年1月8日，柯文哲與公民團體見面討論後，表示考慮不做地下道以化解移樹爭議。。1月13日，遠雄集團召開記者會，直指只為幾棵樹就改變巨蛋工程的決策是錯誤的。1月14日，柯文哲公開護樹爭議是因為巨蛋地下道開挖，而且認為地下道設計不良，無法疏散人群。遠雄巨蛋公司也澄清表示，國父紀念館地下連通道並非遠雄工程，屬市府相關工程。遠雄皆無參與。2月6日，體育局長楊忠和核發准許移樹的公文，遠雄便依該公文前往移樹進行斷根工程。護樹團體和施工人員雙方爆發衝突，市府指稱遠雄未照雙方同意的移樹的SOP進行，已緊急要求暫緩並要求體育局廢止該份公文。
2016年10月3日，松菸護樹志工團等公民團體前往北市府大門口抗議，批評柯文哲市府放棄解約，反而追隨馬英九與郝龍斌的腳步，護航續建大巨蛋。公民團體同時要求北市府召開大巨蛋公聽會、並公布相關非機密文件與來往公文。同時持續調查大巨蛋案。10月30日，公民團體共同發起「不拆巨蛋就完蛋」萬聖節反巨蛋遊行。
2017年5月1日，對護樹團體提案讓全民i-Voting大巨蛋去留的提案，柯文哲表示照程序走，並希望資訊充分揭露、充分討論後再投票。2017年5月，台北市政府日前同意遠雄可以先行施作移樹工程，引發護樹團體不滿，認為柯市府與遠雄集團，強行黑箱通過移樹斷根工程。護樹志工團為此連續六天發動護樹行動。其中有位自稱「暗魔人」（一稱「按摩人」）的張姓男子，以行動藝術為名義，在現場跳起自創舞蹈，並抱著怪手對其法式舌吻，引發網友的熱議。24日，移樹工程施作商樹花園股份有限公司，施工程序一切依法，但工程遭護樹團體人士阻撓，致使進度嚴重落後。其不排除對阻撓施工者，實行法律行動。2017年12月5日，台灣蠻野心足生態協會、松菸公園催生聯盟等各公民團體，赴行政院與立法院抗議，並表示針對內政部駁回護樹團體「撤銷或廢止大巨蛋案歷次已核准的防火避難性能評定書與認可通知書」一事，已向行政院提出訴願。
2018年1月22日，遠雄集團公告將對大巨蛋於台北市光復南路、忠孝東路側的行道樹，移植至南港區北部流行音樂中心。護樹團體與相關人士隨後到場阻攔移樹作業，與樹花園公司工人們再次發生衝突。其他聲援民眾也高舉標語「柯趙聯手移老樹，護樹柯變柯騙子」。樹花園公司事後表示，由於護樹團體抗爭及移植地點積水，移樹將延至下個冬天。28日，移樹預定地北部流行音樂中心淹水。護樹團體隨即要求北市府下達停工令。移樹廠商則認為，音樂中心的排水工程應一次到位，否則樹木死亡風險大。楊舜欽表示移樹工程是市政府要求辦理的事項，不屬遠雄工項，並要求在必然安全無虞的狀況下執行工程。2019年2月12日，台北市政府和遠雄集團雙方達成共識，重啟移樹工程，遠雄也趕於2019年1月31日送出移樹計畫。移植地點從原本的台北流行音樂中心，改為大巨蛋園區內。

## 復工

### 部份復工
2016年6月6日，遠雄向法院聲請大巨蛋停止停工。7月22日，法院裁定大巨蛋可部分復工，但駁回遠雄擬全面復工的聲請。8月25日，臺北高等行政法院駁回台北市政府抗告，裁定遠雄可在維護安全、防範危險發生範圍內，確定對大巨蛋部分復工。北市府表示尊重最高行政法院。楊舜欽則希望大巨蛋案能回歸專業與法院裁定，雙方共同解決問題。
2016年8月3日，遠雄集團於下午在大巨蛋工地內舉辦普渡與部分復工儀式。8月9日，台北市都發局同意遠雄大巨蛋部分復工，但項目從上周申請時的28項降至19項。遠雄表示雙方以維持巨蛋公安的共識，決定分階段局部復工，這就是善意。
2016年8月處於2016年太平洋颱風季。北市府都發局在8月30日，收到遠雄集團提出的十四份防災維護計畫書。都發局表示部份計畫書資料已補齊，可即刻進場施作，部份則須再開會審查。遠雄集團發言人楊舜欽則承諾會做好公安工程，絕對不會「假動工」。9月13日，遠雄集團召集約100名工人，進場進行防颱工程，並預計當晚完成。9月27日，中度颱風梅姬襲台，楊舜欽表示大巨蛋工地除防颱措施外，會特別加強巡檢地下排水箱涵工程。

### 議員關切
2016年10月5日，柯文哲拜會台北市議會中國國民黨黨團進行溝通。會後議員表示，柯文哲在會中表態，台北大巨蛋的環評審查容留人數，若降至六萬人，北市府就不會要求遠雄集團減少商場面積。議員質疑這樣是把責任推給別人。都發局長林洲民則表示，北市府標準仍然是九萬人，但在能通過所有審查的前提下，不會限制遠雄集團提出的改善方案。10月7日，議員許淑華質問柯文哲是否真提案把大巨蛋容留人數降到六萬人，並希望都發局給出明確的時程。林洲民回應時程需要等待遠雄方面的提案再做決定。11日，議員高嘉瑜質疑大巨蛋彷彿無疾而終，認為市府與遠雄以拖待變，玩兩面手法；林洲民則回應雙方已經有開會，北市府也要求遠雄儘速遞件，密集地討論如何推進大巨蛋。
2017年4月12日，議員童仲彥質問柯文哲對大巨蛋案延宕的態度。柯文哲則回應大巨蛋案目前卡在內政部，「干我屁事」；同時承諾自己願意針對大巨蛋審查問題方面負責。遠雄集團發言人楊舜欽隨後回批柯市府玩兩面手法，認為是其於2015年違法勒令停工在先，導致今日局面。4月20日，台北市長柯文哲於記者會受訪時回應，目前大巨蛋審查是中央政府處理，責任並非北市府負責，而是遠雄自己設計有問題。

### 都市設計審議大會
2017年9月20日，北市府都發局遠雄集團已將文件送進都審會，預計之後會將資料上網公開、並召開幹事會。北市環保局也重申，大巨蛋案若要復工，仍須通過環評審查。遠雄集團發言人楊舜欽表示，遠雄將盡全力補件或修改，無法辦到時，將協商、仲裁、訴訟。
2017年10月5日，臺北市議會教育委員會議員秦慧珠、王鴻薇、厲耿桂芳、王威中，率領北市府都發局副局長張剛維、遠雄集團發言人楊舜欽等人共同現勘大巨蛋，工地持續進行除鏽、外牆、屋頂覆蓋等工程狀況，遠雄集團協力廠商日商大林組營造巨蛋所所長今井昌彥也在會勘時報告，除鏽工程太致完成，目前正進行核准14項工安項目。遠雄集團預估在2017年11月完封大巨蛋屋頂，2018年8月完成外牆及14項公安維護工程，復工後18個月大巨蛋工程就可完工。遠雄表示，目前停工造成直接及間接損害，遠雄都有在準備相關資料；張剛維回應，會依標準審議作業執行後續作業，停工訴訟案程序還在進行，需等法院判決結果出爐後才會進一步處理，北市府態度認為大巨蛋停工有據，目前談賠償問題還言之過早。台北市長柯文哲受訪表示：「怎麼會是政績？不是政績是善後吧！」楊舜欽表示，北市府要求遠雄，清空1、2樓且不得施工，這部分遠雄難以配合，但後續還需經過雙方協商、市府審議等程序，希望審查過程提出變更條件是雙方都可接受。
2017年10月17日，北市府與遠雄雙方開始第一次幹事會。會中雙方在大巨蛋在的大客車下客區變更毫無共識。該會議最後裁示，要求遠雄補齊資料後再討論。全案退回。2017年11月23日，北市都發局表示，將檢視遠雄集團於21日的補件，希望最快2017年12月初將召開第二次幹事會。12月，北市府發文至內政部詢問2011年大巨蛋評定書合法性，內政部則回指認可通知書已廢止，建照依舊有效力紛。
2018年3月18日，遠雄集團發函給北市府，要求暫緩進入都市設計審議大會。3月19日，北市都發局回絕、並要求照常舉行都審大會。2019年2月28日，議員邱威傑表示，他接獲陳情發現2月22日，光復南路在進行大巨蛋開挖水電工程。邱威傑懷疑遠雄違反停工規定私自施工，因此帶著團隊前往大巨蛋會勘。會勘後北市府允諾，在整合工程計畫提出之前，不會輕易讓遠雄集團提出水電工程動工。

### 讓步與共識
2016年8月4日，柯文哲受訪表示會積極處理大巨蛋問題。認為自己過去用執法者態度，要求遠雄申請建照，但事情沒有改善；所以認為現在用比較溫柔的態度處理，可能「會好一點」。2016年8月16日，北市府都發局在2016年8月17日審查遠雄集團提出「PC看台版工程」、「防洪抽排水工程」、「屋頂鈦版工程」、「損害維修工程」等4個施工計畫書過程。公會和學者專者決議除PC看台版工程須重新審查外， 其餘修改相關細節後，就可進場施工 。遠雄集團發言人楊舜欽表示，遠雄提出4個施工計畫書中，除了「PC看台版工程計畫書」遭北市府都發局退回。楊舜欽說，PC看台版工程計畫為地下室基礎工程，用以支撐連續壁，因採用逆打工法，目前僅以構台暫時支撐，且在停工當下已有幾處構台拆卸，為避免支撐力道失衡引發危險，因此為必要施做項目，會中提及若北市都發局認為安全無虞列入記錄，遠雄沒有意見，後續經討論也同意遠雄再補充資料。8月21日，北市府都發局先前邀集公會及學者核准遠雄集團提出部份復工計畫書，包括屋頂鈦版工程等3項過關。中國鋼鐵公司聞訊後頗感欣慰，當初為大巨蛋承製的130公噸鈦版終於不再庫存。中鋼執行副總經理王錫欽表示，大巨蛋工程早先已交貨一批50餘公噸的帷幕用鈦版給承包協力廠商，目前正待加工後安裝，另外屋頂130公噸鈦版也擺了一年多，隨時可以交貨。
2019年9月7日，鏡周刊報導，台北市長柯文哲、遠雄集團董事長趙文嘉在2019年8月中旬，雙方達成共識：針對攸關公安的大巨蛋園區容留人數，遠雄集團回到環評的59,833人次，商場也變更為商辦大樓以降低人流。此外遠雄也同意盈餘達標後，一定比例將上繳市府，讓BOT合約中零權利金的爭議獲得解套。遠雄總經理湯佳峰表示，若2019年底順利復工，大巨蛋最快預計在2021年中旬完工。2019年10月14日，大巨蛋在第7次闖關台北市都市設計審議委員會後終獲通過。2019年12月3日，台北市政府已於2019年10月確認遠雄集團提出退縮方案，預計大巨蛋園區內商場棟與影城棟一樓室內空間，將退縮106坪，並增加5處出入口；戶外景觀設施也將退縮46坪。
2020年3月25日，台北市政府環境影響評估審查委員會通過環差報告，要求遠雄集團在一個月內提出報告修正內容，包含維持原核准綠覆率、和環評委員及相關機關提出意見，並要求遠雄集團必須應積極處理附近的環境問題。遠雄集團發言人楊舜欽盼望6月底前取得建造復工許可。台北捷運公司則表示，北捷行控中心可彈性因應人潮。2020年8月7日，台北市政府建管處同意大巨蛋工程全面復工。遠雄集團發言人楊舜欽表示，大巨蛋預計在2021年底完工、2022年正式開幕啟用。

## 全面復工後
2022年3月，遠雄集團宣布大巨蛋園區中的飯店，將和IHG洲際酒店集團簽約，掛上「台北洲際酒店」品牌登場。6月30日，太平洋崇光百貨宣布和遠雄巨蛋公司完成簽署台北大巨蛋的商場租賃契約，承租4.2萬坪的商場，打造「遠東Garden City」，於2024年9月26日開幕。
2022年12月5日，大巨蛋官網的資訊，遠雄已經在2022年11月18日宣告放棄申請停工的國賠，並同意台北市提出的營收分潤契約，也順利在2022年11月22日完成契約變更的簽訂作業。
2024年2月2日，臺北大巨蛋正式營運。8月20日，消安基金會，台北大巨蛋防火逃生避難安全驗證已完成，台北市體育局回應，只要經營者遠雄集團將相關資料送市府申請，依台北市相關自治條例，大巨蛋就可舉辦演唱會等大型活動。而遠雄表示，大巨蛋7月30日進行自衛消防編組應變能力驗證。9月，臺北大巨蛋與國父紀念館站B2連通道開放。10月5日，在臺北大巨蛋舉行國慶晚會。

## 仲裁
2015年5月25日，台北市政府繼續核准遠雄進行大巨蛋全區大底工程並於7月31日前完工。遠雄後續提出仲裁，但原訂於6月22日的第一次會議，卻臨時因遠雄方仲裁人辭職而延期。
2016年3月24日，大巨蛋工期展延仲裁結果出爐：遠雄以土方運棄條件變更為由，提出工期展延459天，最後獲得展延110天。2017年7月14日，大巨蛋工期展延仲裁結果出爐，遠雄巨蛋公司針對北市府以環評要求增加綠建築標章、工法調整為由，提出工期展延1452天，最後獲得展延922天。2016年12月21日，市府與遠雄公司合意之大巨蛋安檢仲裁機關「內政部營建署台灣建築中心」完成防火性能避難審查。審查結果要求遠雄新增10座樓梯及減少100多席停車位、並減少4,000坪營業面積。

## 刑事訴訟
2015年6月10日，台北市廉政透明委員會進行5大案結案報告，會後宣布大巨蛋案和美河市案移送法務部調查，三創案、松菸文創案則送監察院調查，雙子星案查無不法、無人送司法調查。
2016年1月19日，台北市廉委會決議大巨蛋案將再移送總統馬英九等人給法務部偵辦。法務部政務次長陳明堂表示，法務部無權受理該次移送。總統府發言人陳以信質疑柯文哲移送法務部，是為了規避誣告的法律責任。同時並替時任總統馬英九辯護。
2017年10月31日，台北地檢署宣佈將起訴趙藤雄、周勝考等31人，另緩起訴13人。其中求處趙藤雄共24年有期徒刑、周勝考與李述德各10年、許銘文9年；時任台北市長，前總統馬英九是否涉及不法，將另案追查。隔天，柯文哲召開記者會強調，當初對大巨蛋案的堅持都是正確的，並向趙藤雄喊話不要太貪心。遠雄集團發言人楊舜欽，則對此回應澄清沒有任何遠雄集團的員工，因為大巨蛋弊案遭到起訴。趙藤雄之後以5.5億交保。
2018年1月3日，台北市政府前財政局局長李述德，被控在大巨蛋案中圖利遠雄集團，被求刑10年有期徒刑，與同案被告台建中心執行長許銘文、遠雄人壽總經理趙信清、遠雄建設副總經理許自強等人，共同聲請限制出境解禁；而台北地院在106年12月22日開庭調查，法官裁定駁回4人聲請限制出境解禁，都維持限制出境、出海處分。
2022年10月28日，臺灣臺北地方法院針對大巨蛋案與其他案件，判決趙藤雄7年有期徒刑，前台北市財政局長李述德9年、新北市議員周勝考10年6個月。全案仍可上訴。

## 外部連結
- 臺北市政府大巨蛋公開資訊專頁-公共安全-大巨蛋公共安全策略
- 臺北市政府大巨蛋公開資訊專頁 （页面存档备份，存于）